# Championnats d'Autriche de squash
Les Championnats d'Autriche de squash sont une compétition de squash individuelle organisée par la Fédération autrichienne de squash. Ils se déroulent chaque année depuis 1979.
Aqeel Rehman détient le record de victoires masculines avec 19 titres consécutif, record mondial. Pamela Pancis détient le record de victoires féminines avec 16 titres.

## Palmarès[2]

### Hommes
- 2025: Aqeel Rehman
- 2024: Aqeel Rehman
- 2023: Aqeel Rehman
- 2022: Aqeel Rehman
- 2021: Aqeel Rehman[3]
- 2020: Aqeel Rehman
- 2019 : Aqeel Rehman[4]
- 2018 : Aqeel Rehman[5]
- 2017 : Aqeel Rehman
- 2016 : Aqeel Rehman
- 2015 : Aqeel Rehman
- 2014 : Aqeel Rehman
- 2013 : Aqeel Rehman[6]
- 2012 : Aqeel Rehman
- 2011 : Aqeel Rehman
- 2010 : Aqeel Rehman
- 2009 : Aqeel Rehman
- 2008 : Aqeel Rehman
- 2007 : Aqeel Rehman
- 2006 : Leopold Czaska
- 2005 : Andreas Fuchs
- 2004 : Andreas Fuchs
- 2003 : Leopold Czaska
- 2002 : Leopold Czaska
- 2001 : Leopold Czaska
- 2000 : Gerhard Schedlbauer
- 1999 : Clemens Wallishauser
- 1998 : Clemens Wallishauser
- 1997 : Clemens Wallishauser
- 1996 : David Sabitzer
- 1995 : David Sabitzer
- 1994 : David Sabitzer
- 1993 : David Sabitzer
- 1992 : David Sabitzer
- 1991 : David Sabitzer
- 1990 : Wolfgang Rothbacher
- 1989 : Robert Köck
- 1988 : Michael Haselwanter
- 1987 : Michael Haselwanter
- 1986 : Michael Haselwanter
- 1985 : Michael Haselwanter
- 1984 : Thomas Meissner
- 1983 : Thomas Meissner
- 1982 : Harald Pancis
- 1981 : Eduard Stepanek
- 1980 : Hans-Wolf Selden
- 1979 : Hans-Wolf Selden
- 1978 : Hans-Wolf Selden

### Femmes
- 2025: Jacqueline Peychär
- 2024: Jacqueline Peychär
- 2023: Jacqueline Peychär
- 2022: Jacqueline Peychär
- 2021: Jacqueline Peychär[3]
- 2020: Jacqueline Peychär
- 2019 : Birgit Coufal[4]
- 2018 : Birgit Coufal[5]
- 2017 : Jacqueline Peychär[7]
- 2016 : Birgit Coufal
- 2015 : Birgit Coufal
- 2014 : Birgit Coufal
- 2013 : Birgit Coufal[6]
- 2012 : Birgit Coufal
- 2011 : Birgit Coufal
- 2010 : Birgit Coufal
- 2009 : Birgit Coufal
- 2008 : Birgit Coufal
- 2007 : Birgit Coufal
- 2006 : Pamela Pancis
- 2005 : Pamela Pancis
- 2004 : Pamela Pancis
- 2003 : Ines Gradnitzer
- 2002 : Pamela Pancis
- 2001 : Pamela Pancis
- 2000 : Pamela Pancis
- 1999 : Pamela Pancis
- 1998 : Pamela Pancis
- 1997 : Pamela Pancis
- 1996 : Pamela Pancis
- 1995 : Pamela Pancis
- 1994 : Pamela Pancis
- 1993 : Pamela Pancis
- 1992 : Pamela Pancis
- 1991 : Bettina Marschall
- 1990 : Pamela Pancis
- 1989 : Pamela Pancis
- 1988 : Heike Resler
- 1987 : Heike Resler
- 1986 : Heike Resler
- 1985 : Heike Resler
- 1984 : Heike Resler
- 1983 : Michaela Schweiger
- 1982 : Beatrix Bär
- 1981 : Silvia Seidl
- 1980 : Alexandra Trestler
- 1979 : Alexandra Trestler
- 1978 : Silvia Seidl